# Milan Carter
Milan Carter (Oeste de Filadelfia, 29 de septiembre de 1987) es un actor estadounidense, reconocido por sus papeles en series como Warped!, The Neighbourhood, Wilde Things y FUBAR.

## Biografía

### Primeros años
Carter nació el 29 de septiembre de 1987 en Oeste de Filadelfia. Se graduó en la Overbook High School de Filadelfia en 2005, y se licenció en comunicación en la Universidad Lincoln. Más adelante trabajó con Entertainment Tonight, HipHollywood y el presentador Kevin Frazier detrás de cámaras.

### Carrera
En sus primeros años de carrera registró pequeñas participaciones en producciones como Runaways y The Neighborhood. Se desempeñó como conductor en shows como TRL y Movies with Milan para la revista Vibe, antes de iniciar oficialmente su carrera como actor en 2017. Logró popularidad en 2019 con su papel en el filme Dolemite Is My Name, y al interpretar el papel de Wilson en el seriado Warped!
En 2022 fue escogido en el papel de Barry en la serie de Netflix FUBAR, en la que interpretó a un operario de la CIA al lado de Arnold Schwarzenegger y Monica Barbaro.

## Filmografía

### Televisión
| Año  | Título           | Papel      | Notas           |
| ---- | ---------------- | ---------- | --------------- |
| 2017 | Runaways         | Trabajador | 1 episodio      |
| 2018 | The Neighborhood | Wyatt      | 1 episodio      |
| 2019 | Poz Roz          | Fredrico   | 1 episodio      |
| 2020 | Warped!          | Wislon     | 6 episodio      |
| 2023 | FUBAR            | Barry      | Papel principal |

### Cine
| Año  | Título               | Papel      | Notas |
| ---- | -------------------- | ---------- | ----- |
| 2019 | Dolemite Is My Name  | Larry Munn |       |
| 2022 | The Devil's Daughter | Kyle       |       |

### Videojuegos
| Año  | Título   | Papel      | Notas |
| ---- | -------- | ---------- | ----- |
| 2019 | NBA 2K20 | Ty Sheldon | Voz   |